# Середня загальноосвітня школа №30 (Кам'янське)
Ліцей №30 — загальноосвітній навчальний заклад у місті Кам'янське, Дніпропетровської області. Головна мета діяльності школи — формування компетентної особистості, готової до життєвого, зокрема профільного самовизначення, до самореалізації в швидкозмінних соціально-економічних умовах.
Специфічною для школи метою є профільна орієнтація учнів через початкове профілювання, допрофільну підготовку, профільне навчання та професійну освіту, формування професійної компетентності в регіональних умовах життєдіяльності школи.

## Історія
- 1983 рік — відкриття школи
- 1990 рік — школі присвоєно почесне ім'я 52 Окремого танкового полку
- 1992 рік — видано статус україномовної школи
- 1994 рік — відкриття відділення «Здоров'я»
- 1995 рік — школі надано право на впровадження профільного навчання
- 2001 рік — створено психологічну службу; на майдані школи встановлено пам'ятний знак на честь ветеранів війни
- 2006 рік — створення дитячої організації « Світанкова веселка дитинства»
- 2011 рік — середня загальноосвітня школа № 30 перейменована на Комунальний заклад « Середня загальноосвітня школа № 30 м. Дніпродзержинська»
- 2022 рік - Комунальний заклад «Ліцей № 30» Кам`янської міської ради.

### Керівні кадри, які вийшли зі стін закладу
Василісина Ніна Василівна — директор СЗШ № 21
Курниш Раїса Федорівна — директор СЗШ № 25
Ісаєнко Людмила Павлівна — директор СЗШ № 40
Доліна Лариса Миколаївна — директор СЗШ № 44
Зайва Ірина Петрівна заступник директора з НВР СЗШ № 13
Галушко Світлана Володимирівна заступник директора з НВР СЗШ № 44

## Сьогодення
Кількість педагогів — 56;
вища категорія — 40
І категорія — 7
ІІ категорія — 2
спеціаліст — 7
Загальна кількість учнів — 1020
Молодша школа — 447 учнів
Середня школа — 432 учні
Старша школа — 101 учень

### Матеріальна база
Школа має обладнану триповерхову будівлю (28 класів, спортивний зал, актовий зал, бібліотека, кафе-їдальня, 2 комп'ютерні кабінети, навчальні кабінети, електронну дошку).

## Участь в Міжнародних, Всеукраїнських виставках
2005 рік ІІІ обласний ярмарок «Педагогічні здобутки освітян Дніпропетровщини — 2005» Грамота за найкращі методичні матеріали з формування здорового способу життя
2006 рік ІХ Міжнародна виставка навчальних закладів «Сучасна освіта в Україні — 2006» Диплом «За вагомий внесок в інноваційний розвиток національної системи освіти»